# Gaia (thần thoại)

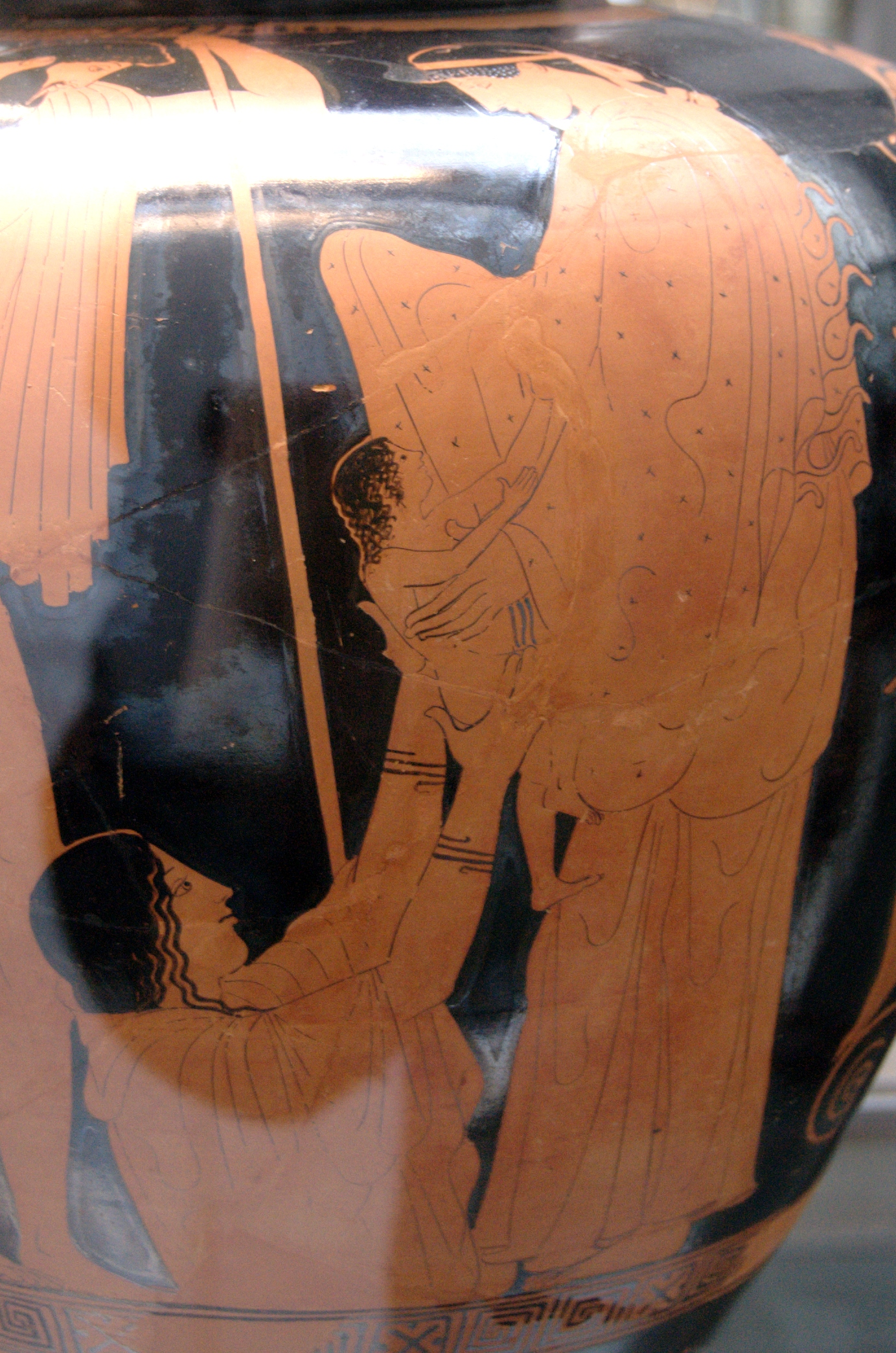
Nữ thần Gaia trao Erichthonius cho Athena

Trong Thần thoai Hy Lạp, Gaia (tiếng Hy Lạp: Γαῖα; phát âm là /'geɪ.ə/ hay /'gaɪ.ə/; nghĩa là "mặt đất"), hay Gaea (Γῆ), là một trong các vị thần ban sơ, được người Hy Lạp tôn thờ là "đất mẹ", tượng trưng cho mặt đất. Gaia là vị thần thuở ban sơ và được coi như tổ tiên của vạn vật. Bà được tôn kính như nữ thần vĩ đại hay như Mẫu thần. Thần bầu trời Uranus, chồng bà, cũng do bà sinh ra. Hai người sinh ra dòng dõi các vị thần Titan (hậu duệ là các vị thần Olympus) và các Cyclops, Hecatonchire.
Trong thần thoại La Mã, bà được gọi là Terra.

## Thần thoại
Thuở ban sơ, trong thế giới thần thoại Hy Lạp ban đầu chưa có gì cả ngoại trừ Hỗn mang Chaos. Thế rồi từ Chaos sản sinh ra Gaia, nữ thần Đất Mẹ với bộ ngực nở nang. Chaos còn sản sinh tiếp những vị thần khác: Tartarus (địa ngục vô tận), Erebus (vực thẳm và bóng tối khôn cùng), Nyx (đêm tối vô biên) và Eros (ái tình và dục vọng, nhưng đa phần đều cho rằng Eros là con của nữ thần Aphrodite và Ares).
Trong tập Theogony (Thần phả) của mình, nhà thơ Hy Lạp Hesiod đã kể lại rằng chính nữ thần Gaia có bộ ngực to lớn là nguồn gốc vô tận của tất cả các vị thần và loài người trên Trái Đất. Không thể tách ra hoàn toàn từ những nguyên tố của chính mình, từ Gaia đã sinh ra Uranus (bầu trời đầy sao), Pontus (biển cả) và Ourea (núi đồi hoang sơ). Sau đó, theo như Hesiod, Gaia cùng với đứa con đầu lòng của mình là Uranus sinh ra:
- 12 Titan (những người khổng lồ): Oceanus, Coeus, Crius, Hyperion, Iapetus, Theia, Rhea, Themis, Phoebe, Mnemosyne, Tethys và cuối cùng là Cronus, "trẻ nhất và đáng sợ nhất".
- 3 tên khổng lồ một mắt Cyclops hung bạo, tuy nhiên vì sự khéo léo, chúng được coi là những người thợ rèn điêu luyện, những người luyện ra vũ khí cho các vị thần. Các Cyclop bao gồm: Brontes (sét), Steropes (sấm) và Arges (chớp)
- 3 tên quái vật khổng lồ Hecatonchire với 100 cánh tay và 50 cái đầu: Cottus, Briareus, Gyges.

Vì ghê tởm và xấu hổ về hình thù quái dị của những Cyclops và Hecatonchire, Uranus bắt giam chúng vào địa ngục Tartarus vô tận. Sự hiện diện của những đứa con ở Tartarus, một phần ruột của mình, gây ra những cơn đau cùng cực và từ đó cũng hình thành trong Gaia những ý định chấm dứt cái ác của Uranus. Gaia tạo nên nham thạch, nham thạch định hình nên một cái liềm. Bà yêu cầu sự giúp đỡ từ những đứa con Titan của minh về việc sát hại người cha ác độc bằng lưỡi liềm bén nhọn. Nhưng chỉ có Cronus, đứa con út, là nhận lời. Đợi cho đến khi Uranus bị Gaia dụ xuống ăn nằm với mình để tránh xa bầu trời, nguồn sức mạnh của ông, Cronus dùng lưới liềm thiến đi bộ phận sinh dục của cha mình. Uranus bỏ chạy. Thần sống như đã chết, sức mạnh của thần chỉ còn trong kí ức. Từ những giọt máu và tinh dịch của Uranus rơi xuống đất sinh ra các nữ thần phục thù Erinyes, những gã khổng lồ Gigantes với nửa thân dưới là rắn (tiếng Anh gọi là Giants, bọn khổng lồ), khiên giáp sáng ngời và các vị tiên nữ của cây Tần bì Meliae. Từ tinh hoàn của Uranus rơi xuống biển, nữ thần ái tình và sắc đẹp Aphrodite được sinh ra từ những bọt biển (Aphrodite mang nghĩa là "sinh ra từ bọt biển").
Cronus lên ngôi, thả tất cả những đứa con Cyclop và Hecatonchire của Gaia. Dưới sự kính trọng của mọi người, Cronos trở thành vị vua của các thần linh và bắt đầu một Thời đại hoàng kim. Về sau, Cronus được lời tiên tri sẽ bị chính con sát hại và chiếm ngôi. Lo sợ lịch sử lặp lại, Cronus đã nuốt chửng những đứa con của mình với Rhea khi chúng vừa mới sinh ra: Hestia, Demeter, Hera, Hades, Poseidon. Nhưng nhờ sự giúp đỡ của Gaia, Zeus đã may mắn được mẹ mang đi thoát được. Khi đã đủ khôn lớn, Zeus quay lại giết cha và giải phóng các anh chị của mình.
Sau Uranus, Gaia kết hôn với Pontus và sinh ra những vị thần biển: Nereus, Thaumas, Phorcys, Ceto và Euribya. Với Tartarus, Gaia sinh ra Echidna và Typhon (đứa con cuối cùng của Gaia).
Zeus đã giấu Elara, một trong những người tình của mình, xuống đất để Hera không biết. Vì vậy đứa con của Elara và Zeus, tên khổng lồ Tityas, đôi lúc cũng được gọi là con của cả Gaia và Elara.
Gaia còn làm cho Aristaeus bất tử.
Gaia được cho là nguồn gốc của những lời tiên tri ở đền thờ Oracle ở Delphi (Joseph Fontenrose 1959 và một số người khác). Bà truyền quyền năng của mình, tùy theo những dị bản, cho Apollo, Poseidon và Themis. Tuy nhiên, Apollo là người nổi tiếng nhất về những lời tiên tri ở Delphi, vì đã giết một đứa con của Gaia, Python. Vì điều này, Hera trừng phạt Apollo bằng cách bắt làm người chăn cừu cho vua Admetus trong 9 năm.
Lời thề dưới danh nghĩa của nữ thần Gaia trong xã hội Hy Lạp cổ đại được công nhận như một lời thề có giá trị nhất.
Trong nghệ thuật cổ điển, hình tượng Gaia thường được mô tả theo hai hướng: một là hình ảnh người phụ nữ có nửa thân người trên gắn liền và nhô lên khỏi mặt đất; hai là hình ảnh bà nâng đứa bé Erichthonius (một vị vua tương lai của thành Athena).

## Phả hệ
- Tự sinh ra
  - Uranus
  - Pontus
  - Ourea
  - Nesoi
- Cùng với Elara
  - Tityas
- Với Aether (Khí quyển, con của Erebus và Nyx)
  - Aergia
  - Dolos
- Với Oceanus
  - Kreousa
  - Triptolemos
- Với Pontus
  - Ceto
  - Eurybia
  - Phorcys
  - Nereus
  - Thaumas
- Với Poseidon
  - Antaeus
  - Charybdis
  - Laistrygon
- Với Tartarus
  - Echidna
  - Typhon
- Với Uranus
  - Các Cyclop
    - Arges
    - Brontes
    - Steropes

  - Các Hecatonchire
    - Briareus
    - Cottus
    - Gyges

  - Các Titan
    - Cronus
    - Rhea (vợ của Cronus)
    - Oceanus
    - Tethys (vợ của Oceanus, mẹ của 3000 vị nữ thần sông hồ khác)
    - Hyperion (Thần ánh sáng, là vị thần Mặt Trời thuở ban sơ)
    - Theia (cùng với Hyperion sinh ra Helios, Eos, Selene)
    - Mnemosyne (Trí nhớ, mẹ của các tiên nữ muse)
    - Themis (Công lý và trật tự, mẹ của Fates và Thần mùa cùng với Zeus)
    - Iapetus (Cha của Prometheus, Epimetheus, Menoetius và Atlas)
    - Coeus (Trí tuệ)
    - Phoebe (Mặt Trăng, vợ của Coeus, mẹ của Leto)
    - Crius (Cha của Pallas, Perses and Astraios)
- Với Hephaestus
  - Erichthonius thành Athens
- Chưa biết cha là ai 
  - Python
  - Preme
  - Cecrops
- Với Zeus
  - Manes
- Còn lại
  - Muses
    - Mneme
    - Melete
    - Aoide

  - Gigantes
  - Erinyes
  - Meliae

## Nghĩa của tên gọi Gaia
Gaia được ghép từ hai từ Ge và Aia. Trong các ngôn ngữ châu Âu, Ge thường gắn liền với đất (ví dụ: Geology là địa chất học, Geography là địa lý...). Aia là một từ cổ nghĩa là "bà". Vì vậy, Gaia có lẽ có nghĩa là "bà của Trái Đất".